# Рјазањ
Рјазањ (рус. Ряза́нь) град је у Русији и административни центар Рјазањске области. Налази се на ријеци Оки, 196 километара југоисточно од Москве. У Рјазњу живи 521.560 становника, према попису из 2002. године. Западно од града се налази база за стратешке бомбардере Дјагиљево а на југоистоку је ваздухопловна база Александрово и мали аеродром Рјазањ-Турлатово.

## Историја
У почетку, Рјазњем се звао центар Рјазањске кнежевине, који се налазио на 55 километара југоисточно од данашњег Рјазња. Године 1208. владимирски кнез Всеволод Велико Гнијездо је спалио цијели град а све становнике града отјерао у ропство. Послије смрти Всеволода, његов син, Јуриј II Всеволодович је ослободио и грађане и њиховог кнеза. Насеље се, међутим, тешко опорављало а 1237. године је захваћено монголском инвазијом Русије те је страховито уништено. Као резултат новонастале ситуације, сједиште кнежевине је помјерено око 55 километара сјеверозападно, у Перејаслављ Рјазањски, који је доцније, од 16. вијека незванично а 1778. године званично, добио име претходног сједишта — Рјазањ. Првобитно насеље данас носи назив Стари Рјазањ.
Године 1380. у Куликовској битки, једној од кључних битака руске историје, велики кнез Олег Рјазањски се борио на страни татарске Златне хорде на челу са Мамајем, у савезу са великим литванским кнезом Владиславом II Јагелом, против снага великог владимирског и московског кнеза Дмитрија Ивановича Донског. Руске снаге су однијеле побједу.

## Клима
Клима је умерено континентална. Просјек средњих годишњих температура је 5 °C, највиших 9,1 °C а најмањих 0,8 °C.. Средња годишња количина падавина је 550 милиметара, од којих око 350 отпада на април и октобар.

## Становништво
Према прелиминарним подацима са пописа, у граду је 2010. живело 525.062 становника, 3.502 (0,67%) више него 2002.
| 1939.  | 1959.   | 1970.   | 1979.   | 1989.   | 2002.   | 2010.   |
| ------ | ------- | ------- | ------- | ------- | ------- | ------- |
| 95.357 | 214.130 | 350.151 | 453.267 | 514.638 | 521.560 | 524.927 |

## Култура
Од културних установа навешћемо само неке.

### Музеји
- Рјазањски историјско-архитектонски музеј
- Рјазањски државни обласни музеј умјетности
- Музеј историје ваздушно-десантне војске

### Позоришта
- Рјазањско државно обласно позориште за дјецу и младе
- Рјазањско државно обласно драмско позориште
- Позоришна лабораторија „Костин дом“
- Позоришно удружење „Премијер-а“

### Споменици
- Споменик Владимиру Иличу Лењину
- Споменик Сергеју Александровичу Јесењину
- Споменик Константину Циолковском
- Споменик Александру Степановичу Попову
- Споменик Ђорђу Лидијском
- Споменик генералу Михајлу Дмитријевичу Скобелеву

## Партнерски градови
- Бресир
- Kaesong
- Крушевац
- Ловеч
- Минстер
- / Нови Атос
- Омиш
- Остров Мазовјецка
- Сјуџоу
- Алесандрија
- Брест